# Habroneuron radicans
Habroneuron radicans är en måreväxtart som först beskrevs av Herbert Fuller Wernham, och fick sitt nu gällande namn av Steven P. Darwin. Habroneuron radicans ingår i släktet Habroneuron och familjen måreväxter. Inga underarter finns listade i Catalogue of Life.